# 李訓方
李訓方，清朝政治人物。山東濟寧州人。
李訓方為舉人出身。道光二十四年（1844年）十一月，署任湖南永順府龍山縣知縣。